# Pflugerville
Pflugerville é uma cidade localizada no estado norte-americano do Texas, nos condados de Travis e Williamson.

## Geografia
De acordo com o United States Census Bureau, a cidade tem uma área de 57,83 km², dos quais 57,81 km² são cobertos por terra e 0,03 km² por água.

### Localidades na vizinhança
O diagrama seguinte representa as localidades num raio de 16 km ao redor de Pflugerville.

## Demografia
Segundo o censo nacional de 2010, a sua população é de 46 936 habitantes e sua densidade populacional é de 811,9 hab/km². É a oitava cidade com o maior crescimento populacional dos Estados Unidos, com um crescimento de 187,3% em relação ao censo nacional de 2000.
A cidade possui 16 418 residências, que resulta em uma densidade de 284,0 residências/km².